# San Martino in Rio
San Martino in Rio (emilián nyelven Sân Martèin Grând) település Olaszországban, Emilia-Romagna régióban, Reggio Emilia megyében. Lakosainak száma 8202 fő (2023. január 1.). San Martino in Rio Campogalliano, Correggio, Rubiera és Reggio Emilia községekkel határos.

## Népesség
A település lakossága az elmúlt években az alábbi módon változott:
| Lakosok száma | 8102 | 8111 | 8202 |
|               | 2017 | 2018 | 2023 |